# 大学コンソーシアムやまなし
特定非営利活動法人大学コンソーシアムやまなし（だいがくこんそーしあむやまなし、英語表記：The Consortium of Universities in Yamanashi）は、日本の山梨県内の大学・短期大学と地方自治体や地域の産業界による産官学の連携組織として2006年に設立された特定非営利活動法人。
　甲府市武田四丁目4-37に本部を置く国立大学 山梨大学内に事務局がおかれ、全国大学コンソ―シアム協議会に加盟している。
　設立以来、山梨県内の大学、短期大学及び地域社会に対して、大学間相互の連携による多様な交流機会の提供、教育・研究の相互補完・向上と成果の還元、全国への情報発信などを行い、大学及び短期大学の特色ある発展を支援するとともに、地域の活力向上と地域経済の活性化に寄与することを目的とし、地域活性化事業、単位互換事業、留学生支援事業など、全国に先駆けた事業を展開している。大学と地域の連携プラットフォームとしての役割を推進している。

## 沿革
1999年7月26日に、時代の変化に的確に対応し、山梨県の地域特性に適合した高等教育機関の在り方や地域との連携方策等広範な検討を行うとともに、研究成果の地域への還元等の事業を実施することを目的として、「山梨県高等教育機関連絡協議会」が設立された。その後、同協議会に設置された大学コンソーシアム設立検討会議による検討を経て、2006年9月21日に、同協議会を発展的に解消し、「大学コンソーシアムやまなし」が設立され、同年11月27日には、山梨県より特定非営利活動法人として認証された。

## 会員大学
- 山梨大学
- 山梨県立大学
- 都留文科大学
- 山梨学院大学
- 帝京科学大学
- 身延山大学
- 山梨英和大学
- 健康科学大学
- 放送大学山梨学習センター
- 大月短期大学
- 山梨学院短期大学
- 帝京学園短期大学

## 役員
- 理事　　 島田 眞路    （山梨大学長）
- 理事　　 早川 正幸    （山梨県立大学長）
- 理事　　 藤田 英典    （都留文科大学長）
- 理事　　 青山 貴子    （山梨学院大学長）
- 理事　　 冲永 莊八    （帝京科学大学長、帝京学園短期大学長）
- 理事　　 持田 貫宣    （身延山大学長）
- 理事　　 朴　憲郁     （山梨英和大学長）
- 理事　　 笹本 憲男    （健康大学長）
- 理事　　 村松 俊夫    （放送大学山梨学習センター所長）
- 理事　　 栁沢 幸治    （大月短期大学長）
- 理事　　 遠藤 清香    （山梨学院短期大学長）
- 監事　　 小林　厚　  （山梨県県民生活部長）
- 監事　　 進藤　中     （山梨県商工会議所連合会長）

## 賛助会員
- 山梨県
- 甲府商工会議所
- 株式会社 印傳屋上原勇七
- 株式会社 アドヴォネクスト
- 山梨中央銀行
- 山梨県農業協同組合中央会
- 山梨県市長会
- 山梨県町村会

## 事業内容
- 単位互換事業
- 留学生支援事業
- 地域社会活動支援事業
- 地域協働事業
- 高大接続事業
- 生涯学習事業
- SDGsプラットフォーム事業

## 公式サイト
- 大学コンソーシアムやまなし
- 公式Facebook